# FGM-148 Javelin
Le FGM-148 Javelin est un lance-missiles antichar portable américain développé dans les années 1980, et déployé à partir de 1996.
Il remplace le lance-missile M-47 Dragon au sein des forces armées des États-Unis, qui commençait à manquer d'efficacité contre les blindages modernes.

## Historique

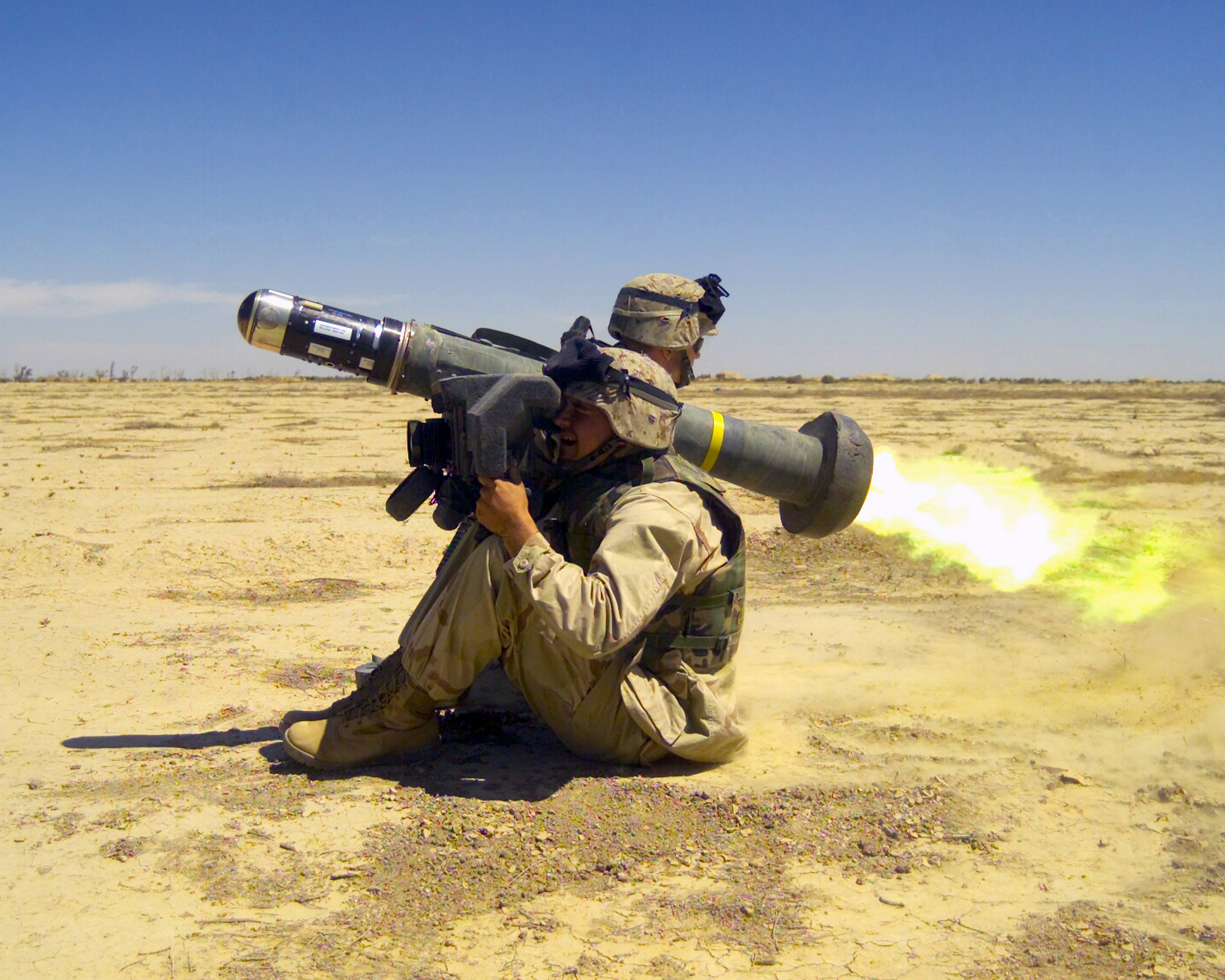
Tir d'un FGM-148 Javelin. On peut voir la traînée des gaz d’échappement à l'arrière du missile lors du tir.

En 1983, l'armée des États-Unis annonce son besoin pour un système « AAWS-M » (Advanced Anti-Tank Weapon System - Medium ; « système d'arme antichars avancé - moyen » en français). En 1985, le développement du AAWS-M est approuvé. En juillet 1986, une phase de test de capacité est menée pour départager trois prototypes. Cette phase de test s’achève à la fin de l'année 1988 et, en juin 1989, le contrat de développement est remporté par une coentreprise regroupant Texas Instrument et Martin Marietta (repris aujourd'hui par Raytheon et Lockheed Martin). Le système AAWS-M reçoit la désignation FGM-148.
En avril 1991, le test en vol du missile Javelin est un succès et, en mars 1993, il est procédé à un test de la mise à feu depuis le lanceur. En 1994, la production en faible quantité est autorisée. En juin 1996, les premiers lance-missiles Javelin sont déployés au 3e bataillon du 75e régiment de rangers à Fort Benning, en Géorgie, puis ce fut le tour de la 82e division aéroportée. À partir de l’an 2000, il est distribué à la 2e division d'infanterie en Corée du Sud puis dans le reste de l'armée de terre américaine.
En 2021, un bataillon d'infanterie légère de l'United States Army dispose de 24 postes de tir (6 dans la compagnie d'accompagnement et les trois compagnies d'infanterie). Un régiment d'infanterie sur Stryker en a 27 (9 pour les trois compagnies d'infanterie pouvant être tirés depuis les véhicules blindés). Un bataillon d'infanterie mécanisé sur M2 Bradley en dispose de 6 à 12 (6 par compagnie de fusiliers).
En 2018, le United States Marine Corps veut faire passer le nombre d'équipes antichars équipées de missiles Javelin de huit à douze par bataillon. Cela est effectif en 2021, les postes de tir étant affectés à la Weapons company (en).
Un bataillon d'infanterie blindé de la British Army a 12 postes de tir dans la section d'armes antichars guidées. Un bataillon d'infanterie motorisée de l'Armée australienne a 6 postes de tir dans la section d'armes support d'appui direct.
Les États-Unis prévoient de garder le Javelin en service après modernisation jusqu’en 2050 environ[réf. nécessaire].
En mai 2020, Raytheon Missiles & Defense et Lockheed Martin annoncent la production de 2 100 exemplaires du  missile FGM-148F Javelin F doté d'une capacité antipersonnel accrue.
L'arme devient l'un des symboles de la résistance ukrainienne face à l'invasion russe en 2022. Plusieurs pays de l'OTAN en livrent régulièrement des exemplaires supplémentaires à l'Ukraine dès le début du conflit et il fait l'objet de mèmes (« St Javelin of Ukraine ») sur les réseaux sociaux et d'impressions d'autocollants.
Le 8 mai 2022, LM annonce que son objectif est d'augmenter la production à 4 000 par an contre 2 100 précédemment.

## Caractéristiques générales
Le Javelin est un missile de type « tire et oublie » (« fire and forget » en anglais), avec un verrouillage de la cible avant la mise à feu et un autoguidage infrarouge. Chaque missile a un coût de production de l'ordre de 78 000 dollars américains.
Le missile peut être programmé pour effectuer deux types d'attaques :

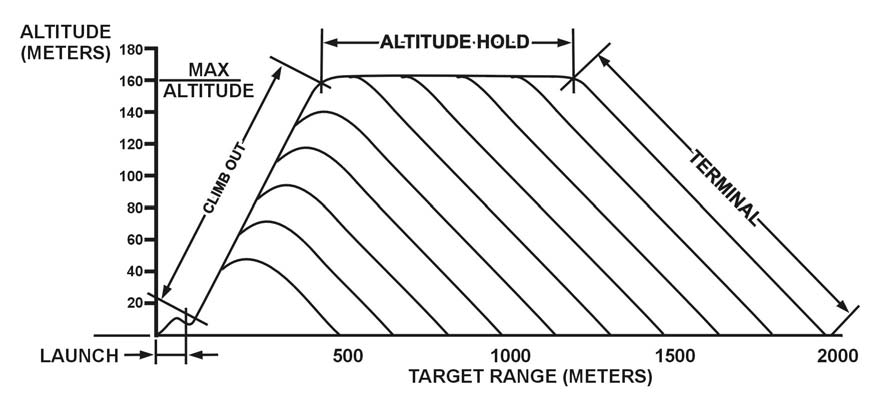
Schéma détaillant l'option d'attaque par le dessus du Javelin.

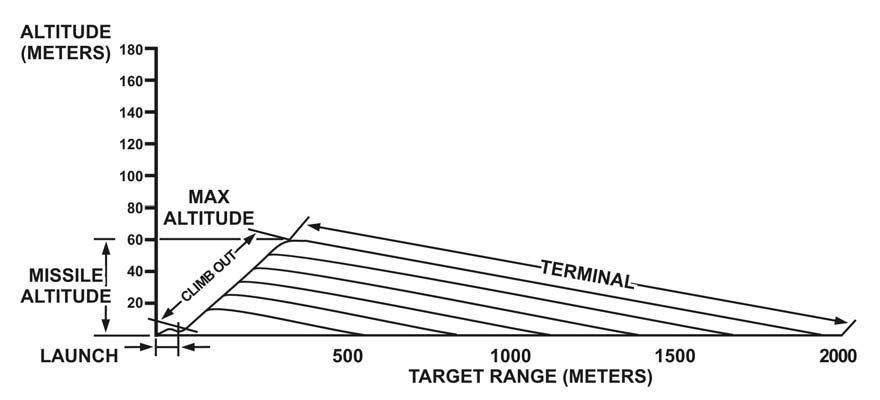
Schéma détaillant l'option d'attaque directe du Javelin.

un mode d'attaque par le dessus, contre les véhicules blindés : une fois lancé, le missile monte à une altitude de 160 m et retombe sur la cible à la verticale, permettant une meilleure pénétration contre les blindages ;
un mode d'attaque directe à l'horizontale, contre les fortifications ou les bâtiments : le missile peut s'élever jusqu'à une altitude de 60 m pendant le vol. Dans ce mode d'attaque, il peut aussi engager des hélicoptères.
L'ogive du missile est constituée de deux charges creuses, placés en tandem. La première charge permet de faire exploser les blindages réactifs, et la deuxième charge (la principale), de plus gros calibre, permet de perforer les blindages classiques. La capacité de perforation combinée des deux charges creuses est supérieure à 762 mm d'acier à blindage. Les effets dévastateurs de ce missile ont été observés en 2003 lors de la guerre d'Irak contre les chars T-62 et T-72 irakiens.
Le missile est éjecté à une distance de sécurité minimum du lanceur (entre cinq et dix mètres) avant que le système de propulsion du missile ne s'active. Ceci permet au tireur d'être moins repérable et permet de tirer le missile dans des endroits confinés à condition qu'il n'y ait personne derrière le lanceur, car le catapultage du missile hors du tube lanceur génère des gaz sous pression pouvant causer de graves blessures. Le système d'autoguidage de type « tire et oublie » permet au tireur de se mettre à couvert immédiatement après le lancement du missile.
L'utilisation du lance-missile Javelin s'effectue en général par deux personnes : un porteur et un tireur. Le porteur identifie les cibles potentielles et évalue le degré de menace des forces de blindés et d'infanterie ennemies, le tireur vise la cible choisie et lance le missile.

## Tests et évaluations
Les tests de tir du FGM-148 Javelin sont très concluants, avec des effets extrêmement dévastateurs.[réf. nécessaire]. Le Javelin lance des missiles qui transpercent n'importe quel blindage, mais cependant il reste toujours très lourd et imposant. Le guidage thermique peut s'utiliser de jour comme de nuit, sans que le système ne confonde une source de chaleur autre (un incendie par exemple) et sa cible.

## Entraînement

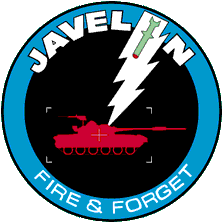
Écusson des unités de Javelin de l'US Army.

Une grande familiarité avec chaque commande de contrôle du Javelin et de son fonctionnement doit être atteinte avant que le lance-missile puisse être déployé efficacement. Les troupes américaines sont formées pendant deux semaines à son utilisation à l'École d'infanterie de Fort Benning, en Géorgie.
Les soldats y apprennent le fonctionnement, les capacités, l'entretien, l'assemblage et le désassemblage du missile, ainsi que les positions de tir. On leur enseigne également à distinguer une variété de types de véhicule, même lorsqu'une esquisse est seulement visible. Les soldats doivent être capables d'accomplir plusieurs exercices chronométrés (avec des normes fixées) avant d'être brevetés pour faire fonctionner le système, à la fois en entrainement et en situation de guerre.
Il existe aussi de petits programmes de formation mis en place dans la plupart des bases de l'armée américaine, qui instruisent les soldats sur le bon usage du système Javelin. Lors de ces cours, le programme de formation peut être modifié légèrement. Il s'agit le plus souvent d'exigences mineures laissées de côté pour cause de budget, de temps disponible ou de ressources. Les deux types de stages de formation requièrent des niveaux de compétences qui doivent être remplis avant que les soldats ne puissent faire fonctionner le système, dans des exercices de formation ou lors de missions de guerre.

## Avantages et inconvénients

### Avantages

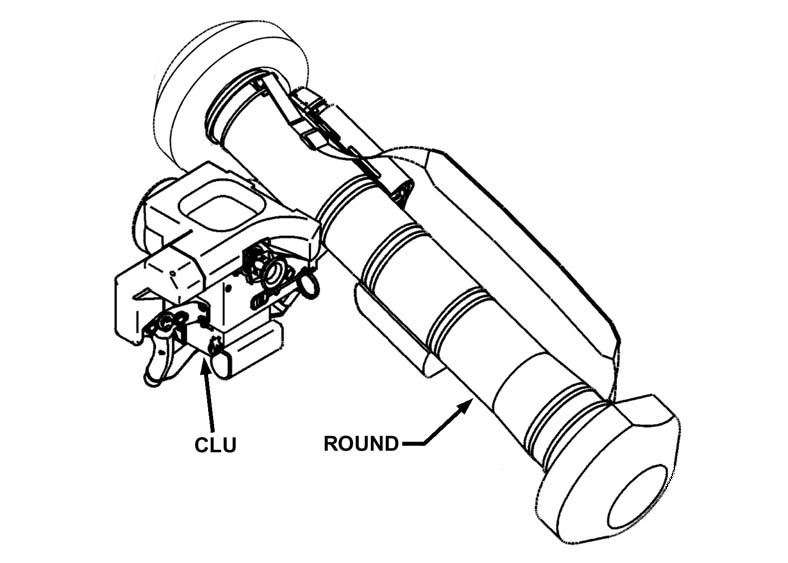
Schéma descriptif du Javelin.

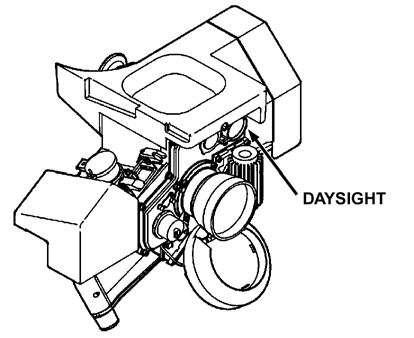
Schéma descriptif du CLU du Javelin (vue de devant).

- Le système portatif est facile à séparer en composants principaux et facile à mettre en place si nécessaire. Par rapport à d'autres systèmes d'armes antichars lourds, la différence est notable. Par exemple, un BGM-71 TOW a besoin d'un trépied lourd, un gros étui de protection thermique pour la vue, et nécessite beaucoup plus de temps à monter et à préparer. Le Javelin (bien que lourd) est bien plus léger que d'autres missiles.
- Bien que l'imagerie thermique du CLU (command launch unit ; « unité de commande de tir » en français) puisse entraver la visée, le guidage infrarouge permet au Javelin d'être un missile de type « tire et oublie », donnant la possibilité au tireur de quitter la zone de lancement tout de suite après la mise à feu du missile. Cela permet un tir plus sûr et plus efficace que le filoguidage, qui lui nécessite de viser la cible en continu jusqu'à l'impact.
- Un autre avantage est la capacité de perforation : le missile a une charge creuse en tandem dans son ogive qui est faite pour pénétrer les blindages réactifs. Le Javelin a été créé avec l'intention d'être en mesure de pénétrer tout blindage et il a été testé sur le char M1 Abrams[réf. nécessaire]. Avec le mode d'attaque par le haut il a même une plus grande capacité à détruire les chars d'assaut, puisqu'il peut attaquer là où les chars sont les plus faibles.
- Le lancement du missile Javelin, du fait de son éjection — principe du « cold launch » —, permet d'avoir une zone de sûreté derrière le tireur, puisque ce n'est pas le propulseur principal (moteur-fusée) du missile qui est actif lors du lancement. Cela permet au Javelin d'être tiré de l'intérieur d'un large éventail de structures et lui donne l'avantage dans les zones urbaines par rapport au lance-roquettes AT4, qui produit un "dard" de gaz brûlants à l'arrière du tube lors du tir ; bien que ce danger soit atténué avec l'AT4 CS.
- Le missile a également un éventail plus large que le système qu'il remplace, le M47 Dragon.

### Inconvénients
- Le principal inconvénient du système est son poids total, d'environ 18 kg, sans tenir compte des piles supplémentaires (batteries au lithium BA-5590/U), qui pèsent 1 kg chacune. Chaque batterie est estimée à un maximum de quatre heures d'autonomie par le fabricant du Javelin ;

Une charge normale de piles (sans compter les rajouts que la plupart des équipes transportent à toutes fins utiles) est de cinq à dix piles. Ce chiffre peut être plus ou moins grand, en fonction de la durée de la mission. Le système est conçu pour être portable par l'infanterie, mais pèse en définitive plus que le poids spécifié à l'origine par l'armée américaine.
- Le fabricant du Javelin estime à 30 secondes la durée nécessaire pour refroidir le système mais, en fonction de la température ambiante, ce processus peut prendre beaucoup plus de temps. La vision thermique est parfois entravée par un phénomène naturel où la température du sol augmente ou diminue rapidement, ce qui peut interférer avec la reconnaissance et le verrouillage de la cible visée.

## Modèles
- FGM-148A : modèle initial produit en petite série de 1994 à 1996[12].
- FGM-148B : modèle à coût de production réduit produit en grande série de juin 1996 à 1998.
- FGM-148C (Block 0) : version améliorée du FGM-148B produite à partir d'avril 1999.
- FGM-148D : version du FGM-148C conçue pour le marché de l'exportation.
- FGM-148E (Block 1) : modèle équipé d'un nouveau moteur fusée afin de réduire son temps de vol ainsi que d'une nouvelle tête militaire plus performante. Le poste de tir CLU a également reçu une mise à jour logicielle. Sa production a commencé en fin 2006 et sa capacité opérationnelle initiale fut atteinte en 2008[13].
- FGM-148F (Block 2) : le missile a désormais une capacité antipersonnel grâce à l'adjonction d'un manchon à fragmentation en acier monté autour de la charge creuse principale[14]. Son coût de production a également été réduit. Une version 35% plus compacte et 50% plus légère du poste de tir appelée LWCLU (LightWeight CLU) est également proposée. Livraison à partir de 2020[15]. En date de juin 2022  remplace totalement les précédents sur les lignes d'assemblage[16].
- FGM-148G (Block 3) : future version en cours de développement.

## Utilisateurs
[Quand ?]

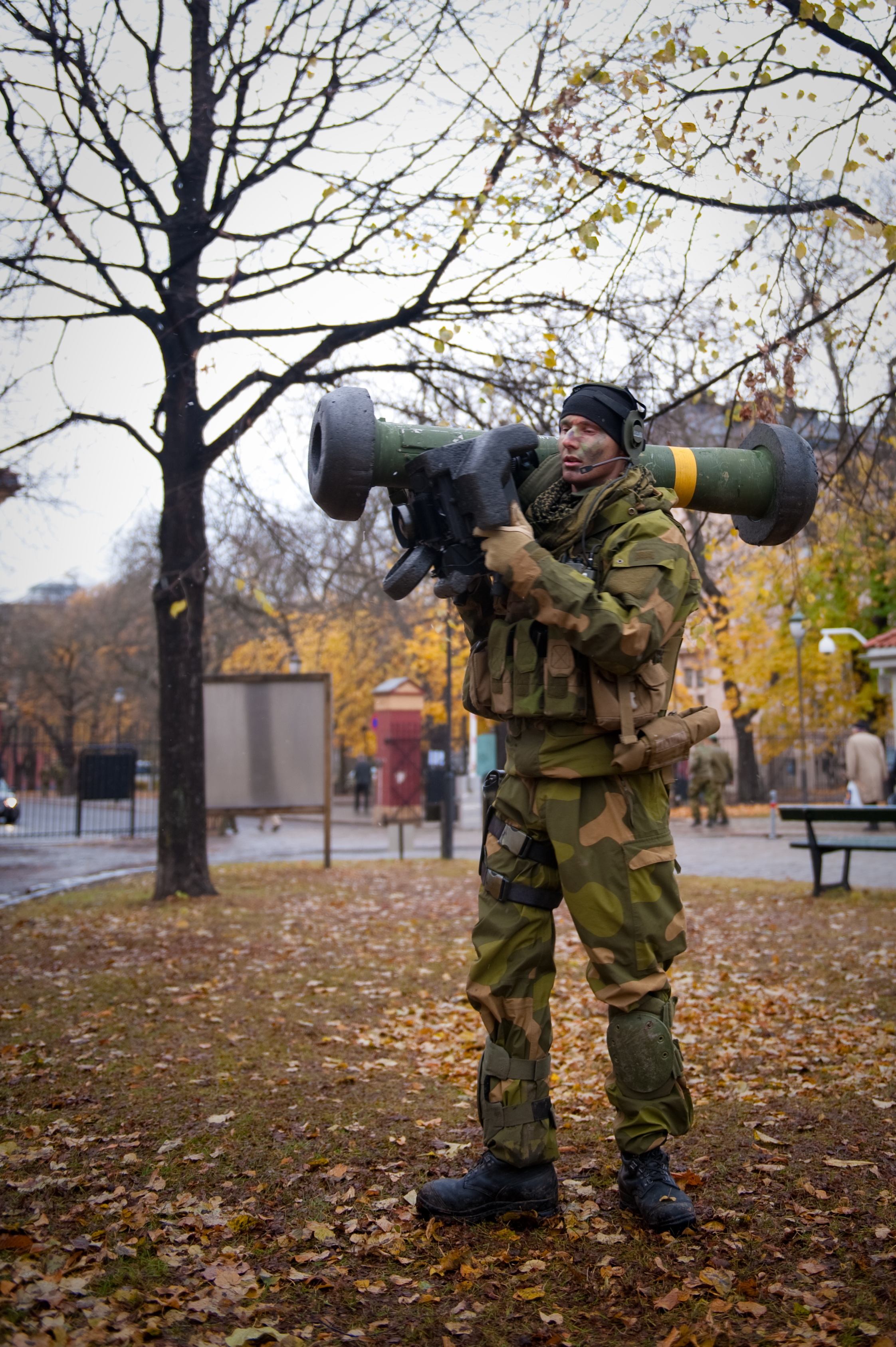
Un soldat norvégien équipé d'un FGM-148 Javelin.

- Albanie : Commande annoncée le 6 avril 2024[17]
- Australie : 92 lance-missiles.
- Bahreïn : 13 lance-missiles.
- Émirats arabes unis
- Estonie : 80 lance-missiles, en cours de livraisons depuis septembre 2015[18].
- États-Unis : plusieurs milliers d'unités ont été livrées à l'Ukraine[19].
- France : 76 postes de tirs et 260 missiles commandés pour les forces en Afghanistan[20], livrés en 2011. Sorti de l’inventaire en 2021 et a été mis sous cocon en attente d’une décision de la direction générale de l’Armement[21]. En juin 2019, en Libye, les troupes du gouvernement d’union nationale de Fayez el-Sarraj reprennent un poste de commandement aux forces de l’armée nationale libyenne, dans la ville de Gharyan, au sud de Tripoli (Libye), et mettent la main sur quatre Javelin appartenant à la France[22]. Une partie des Javelin français a été livrée à l'Ukraine en 2022.
- Irlande : 36 lance-missiles.
- Jordanie : 30 lance-missiles.
- Liban
- Lituanie : 40 lance-missiles.
- Mexique : 140 postes de tir et 780 missiles.
- Nouvelle-Zélande : 24 postes de tir et 120 missiles.
- Norvège : 100 postes de tir et 526 missiles, livrés depuis 2006.
- Oman : en juillet 2008, la compagnie Raytheon reçoit un contrat de 115 millions de dollars pour fournir des Javelin aux Émirats arabes unis et à Oman.
- Pakistan
- République tchèque : 3 postes de tir et 12 missiles pour ses forces spéciales (destinés pour des missions en Afghanistan).
- Royaume-Uni
- Taïwan : 40 postes de tir et 360 missiles, acquis en 2002 pour 39 millions de dollars. Le contrat incluait également des dispositifs de formation et un soutien logistique, associé à des équipements et des formations.
- Thaïlande
- Ukraine : livraison depuis 2018. 377 postes de tir et 1 200 missiles en janvier 2022[23],[24]. Plus de 5 000 entre le déclenchement de l'invasion russe et 2022[25]

- Maroc : Le 19 mars 2024 le Defense Security Cooperation Agency approuve, 612 FGM-148F et 200 unités de lancement de commande (Lightweight Command Launch Units (LWCLUs)), pour un montant de 260 millions de dollars[26],[27].

## Dans la culture populaire

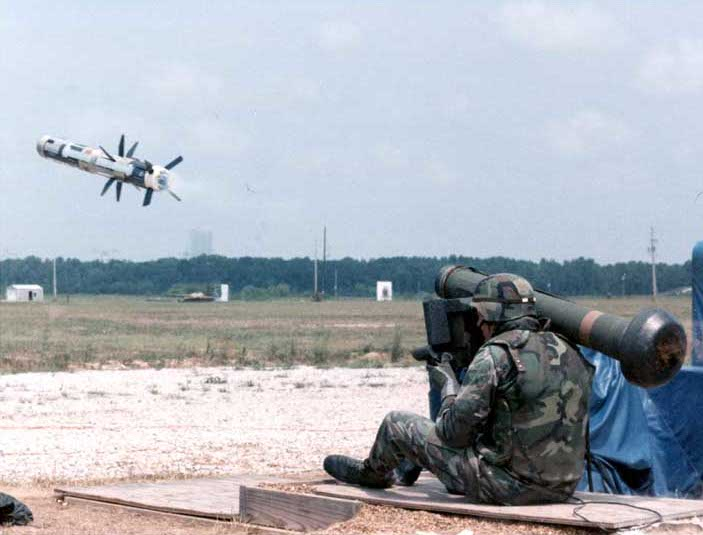
Tir d'un Javelin.

Le Javelin apparait dans les jeux vidéo suivants :
- America's Army ;
- ArmA 2
- Battlefield 3 et Battlefield 4 : déblocable par la classe de l'ingénieur ;
- Call of Duty : Modern Warfare, Modern Warfare 2 et Modern Warfare 3. Disponible en mode solo et en mode multijoueur, comme arme secondaire uniquement dans les épisodes 2 et 3 ;
- Call of Duty: Modern Warfare (2019) Disponible en arme secondaire sous le nom de JOK-R
- Metal Gear Solid IV ;
- Operation Flashpoint: Dragon Rising et Operation Flashpoint: Red River.
- Broken Arrow (2025) utiliser par l'infanterie et sur certains véhicules dans la factions américaine.

Le Javelin deviendrait durant la guerre en Ukraine un mème
Le Javelin est utilisé par les soldats de la Garde nationale américaine pour combattre les tripodes dans La Guerre des mondes (film, 2005)